# Tarenna conferta
Tarenna conferta är en måreväxtart som först beskrevs av George Bentham, och fick sitt nu gällande namn av William Philip Hiern. Tarenna conferta ingår i släktet Tarenna och familjen måreväxter. Inga underarter finns listade i Catalogue of Life.